# 鳥屋城 (紀伊国)
鳥屋城（とやじょう）は、和歌山県有田郡有田川町中井原にあった日本の城（山城）。

## 概要
鳥屋城は鳥屋城山に築かれた山城で、標高305m、比高255mに位置する。東西に細長く続く曲輪群からなり、西の曲輪群と東の曲輪群とに分けられる。
鳥屋城のあった石垣荘は中世の武士団・湯浅党の拠点の一つであり、後に守護・畠山氏の所領となった。
永正17年（1520年）に畠山尚順が内衆・野辺慶景や国人の湯河氏・玉置氏に広城を追放されたが、それを機に畠山氏の拠点が広城から鳥屋城に移ったといわれる。
天正13年（1585年）3月、羽柴秀吉が紀州攻めを行い、鳥屋城は仙石秀久・中村一氏・小西行長らにより落城した。この戦いで、畠山式部太輔・村上六右衛門親子3人・柏原父子・根来寺法師蓮蔵院以下多数が討ち取られた。
今に残る遺構については、縄張が単調で、羽柴軍に備えて整備されたものと考えにくいことから、天正13年以前のものと推測される。
鳥屋城の西2kmの地点には、畠山氏またはその被官・神保氏の館と伝わる金屋土居があった。金屋土居は東西120m、南北100mの堀を持つ守護所にふさわしい規模の館であり、詰城となる鳥屋城に対する居館であったとも考えられる。